# Додому! (фільм, 1982)
Додому! (рос. Домой!) — радянський художній фільм 1982 року, знятий на кіностудії «Мосфільм» за оповіданням Андрія Платонова «Повернення»..

## Сюжет
Повертаючись з війни додому, фронтовик познайомився з випадковою попутницею. Любовний зв'язок не змінив його намірів, і він прибув туди, де його чекали. Але відносини з дітьми, що відвикли від нього, не складалися. Дізнавшись про давню зраду дружини, колишній солдат зібрав невеликий свій скарб і пішов на станцію. Але побачивши з вагона дітей, які біжать за поїздом, зістрибнув з підніжки…

## У ролях
- Олександр Михайлов — Олексій Іванов, капітан
- Ірина Купченко — Люба
- Катерина Васильєва — Маша
- Василь Кривун — Петруша
- Євгенія Булакова — Настя
- Джамал Залов — шофер
- Михайло Кислов — старший лейтенант
- Микола Маліков — вусатий капітан
- Юрій Мартинов — офіцер
- Микола Сморчков — майор, друг Іванова
- Олександр Абрамов — епізод
- Микола Горлов — старий з папугою на ринку
- Лідія Драновська — жінка в черзі
- Галина Комарова — листоноша
- Світлана Коновалова — торговка на ринку
- Олександр Лук'янов — епізод
- Майя Менглет — Саша
- Ігор Нефьодов — епізод
- Данило Нетребін — епізод
- Дмитро Орловський — двірник на вокзалі
- Сергій Реусенко — епізод
- Сергій Самойлов — солдат
- Володимир Сергієнко — епізод
- Віктор Філіппов — військовий моряк в привокзальному буфеті
- Олександра Харитонова — жінка в черзі
- Дарина Майорова — епізод
- Олександр Шепелєв — епізод
- Віталій Коміссаров — пасажир поїзда

## Знімальна група
- Режисер — Гавриїл Єгіазаров
- Сценарист — Гавриїл Єгіазаров
- Оператор — Костянтин Петриченко
- Композитор — Андрій Ешпай
- Художник — Анатолій Кузнецов